# Wilhelm Meyer (Geologe)
Wilhelm Meyer (* 19. Dezember 1932 in Berlin) ist ein deutscher Geologe. Er war Professor an der Universität Bonn.

## Leben
Meyer promovierte 1958 in Geologie an der FU Berlin (Geologie der Siegener Schichten zwischen Ahr und Nette (Osteifel)). Danach war er als praktischer Geologe im Eisenspatbergbau im Siegerland. 1959 ging er an die Bergakademie Clausthal und habilitierte sich dort 1966 über Tektonik und Granitplutonismus eines Kristallin-Gebiets in Nordgriechenland. Er war seit 1969 Professor für Geologie und Wissenschaftlicher Rat an der  Rheinischen Friedrich-Wilhelms-Universität Bonn.
Meyer befasst sich vor allem mit der Geologie der Eifel, worüber er ein Standardwerk verfasste. Weiter befasste er sich vor allem mit Strukturgeologie (Zusammenhang von Tektonik und Vulkanismus).
Er setzt die Neubearbeitung des Geologischen Wörterbuchs von Hans Murawski fort.

## Ehrungen
- Hermann-Credner-Preis der Deutschen Geologischen Gesellschaft (1967)
- Bundesverdienstkreuz am Bande (17. März 1983),[2] vor allem für seinen Einsatz im Naturschutz (Erhaltung von Geotopen im Rheinland)

## Schriften
- Geologie der Eifel, Schweizerbart, Stuttgart, 3. Auflage 1994 (zuerst 1986)
- mit Johannes Stets Das Rheintal zwischen Bingen und Bonn, Sammlung Geologischer Führer, Band 89, Gebrüder Borntraeger Verlag 1996
- mit Hans Murawski Geologisches Wörterbuch, Spektrum Akademischer Verlag, 12. Auflage 2010
- Geologischer Wanderführer Eifel, Kosmos Verlag, 1983
- Die Entstehung der Maare in der Eifel, Zeitschrift der Deutschen Geologischen Gesellschaft, Band 132, 1985, S. 141–155
- Herausgeber mit Wighart von Koenigswald Erdgeschichte im Rheinland: Fossilien und Gesteine aus 400 Millionen Jahren, F. Pfeil, München 1994
- Geologisches Zeichnen und Konstruieren, Clausthaler geotektonische Hefte, Band 17, 3. Auflage 1989
- Gönnersdorf im Neuwieder Becken, in Werner K. Weidert, Klassische Fundstellen der Paläontologie, Band 1, 1988, Goldschneck Verlag (mit Kurzbiografie)
- mit W. Schumacher: Geschützte Pflanzen im Rheinland, Rheinland Verlag, Köln 1978